# Шарлотта Оу-Си
Шарлотта Мари О’Коннор (англ. Charlotte Mary O'Connor), наиболее известна под псевдонимом Шарлотта Оу-Си (англ. Charlotte OC) — британская певица.

## Биография
О’Коннор является дочерью матери малавийско-индийского происхождения и отца-ирландца. Выросла в Блэкберне. Посещала Westholme School, где училась вместе с Дианой Уикерс. Начала играть на гитаре в возрасте 15 лет и посещала на выходных занятия в Ливерпульском институте театрального искусства. В возрасте 16 лет стала глобальным послом бренда Quiksilver.
Музыка О’Коннор привлекла внимание агента Сэма Буша, который подписал с ней контракт и устроил гастроли по Соединённым штатам. В конце 2008 года в возрасте 18 лет она подписала контракт с лейблом Columbia Records на запись четырёх альбомов. В сентябре 2011 года вышел дебютный сингл певицы «Treasure Island». Спустя месяц увидел свет дебютный альбом For Kenny, продюсером которого выступил Марио Калдато-младший. После истечения контракта с Columbia О’Коннор устроилась работать в парикмахерской своей матери.
В 2013 году О’Коннор подписала контракт с лейблом Stranger Records. В ноябре того же 2013 года под сценическим псевдонимом Шарлотта Оу-Си она выпустила первый мини-альбом Colour My Heart; в том же месяце BBC охарактеризовал её как «обречённую на успех в 2014 году», а Digital Spy написал, что к ней «сто́ит присмотреться». Её второй мини-альбом Strange был выпущен на лейбле Polydor Records в сентябре 2014 года, трек «Hangover» с этого релиза попал в плей-лист BBC Radio 1. Colour My Heart и Strange были записаны и спродюсированы Тимом Андерсоном в Лос-Анджелесе. В марте 2015 года О’Коннор выпустила свой третий мини-альбом Burning, отдельно от которого вышел сингл «If My House Was Burning».
В марте 2017 года вышел альбом Careless People, продюсером которого также выступил Андерсон. В 2016 году вышел сингл «Darkest Hour»

## Артистизм
О’Коннор утверждала, что на становление её музыки оказали влияние госпел, соул и хаус, а также электронная музыка, которую она слышала в немецком ночном клубе Berghain. Выросшая, благодаря родителям, в окружении фолк- и соул-музыки, она называет главными источниками вдохновения Алишу Киз, Леонарда Коэна, Лу Рида, Джони Митчелл, Арету Франклин, Билли Холидэй и Марвина Гэя. По мнению портала Noisey, О’Коннор «совмещает космически-мистический поп Bat for Lashes и бездыханную ранимость Стиви Никс, а в плане вокала может посоперничать с Адель» , тогда как журнал Hunger писал, что её работы «кажутся духовными и почти оккультными».

## Дискография

### Альбом
- For Kenny (2011)
- Careless People (2017)

### Мини-альбомы
- Colour My Heart (2013)
- Strange (2014)
- Burning (2015)

### Синглы
- «Treasure Island» (сентябрь 2011)
- «Colour My Heart» (октябрь 2013)
- «Hangover» (ноябрь 2013)
- «Strange» (август 2014)
- «If My House Was Burning» (март 2015)
- «On & On» (июнь 2015)
- «Blackout» (август 2016)
- «Darkest Hour» (сентябрь 2016)
- «Shell» (июнь 2017)
- «Medicine Man» (июль 2017)
- «Satellite» (ноябрь 2018)
- «Boyfriend» (март 2019)
- «Better Off On My Own» (май 2019)